# Neoindra
Neoindra is een geslacht van wantsen uit de familie van de Pyrrhocoridae (Vuurwantsen). Het geslacht werd voor het eerst wetenschappelijk beschreven door Stehlik in 1965.

## Soorten
Het genus bevat de volgende soorten:

- Neoindra basilewskyi Stehlik, 1965